# Isak Reinhold Wallberg

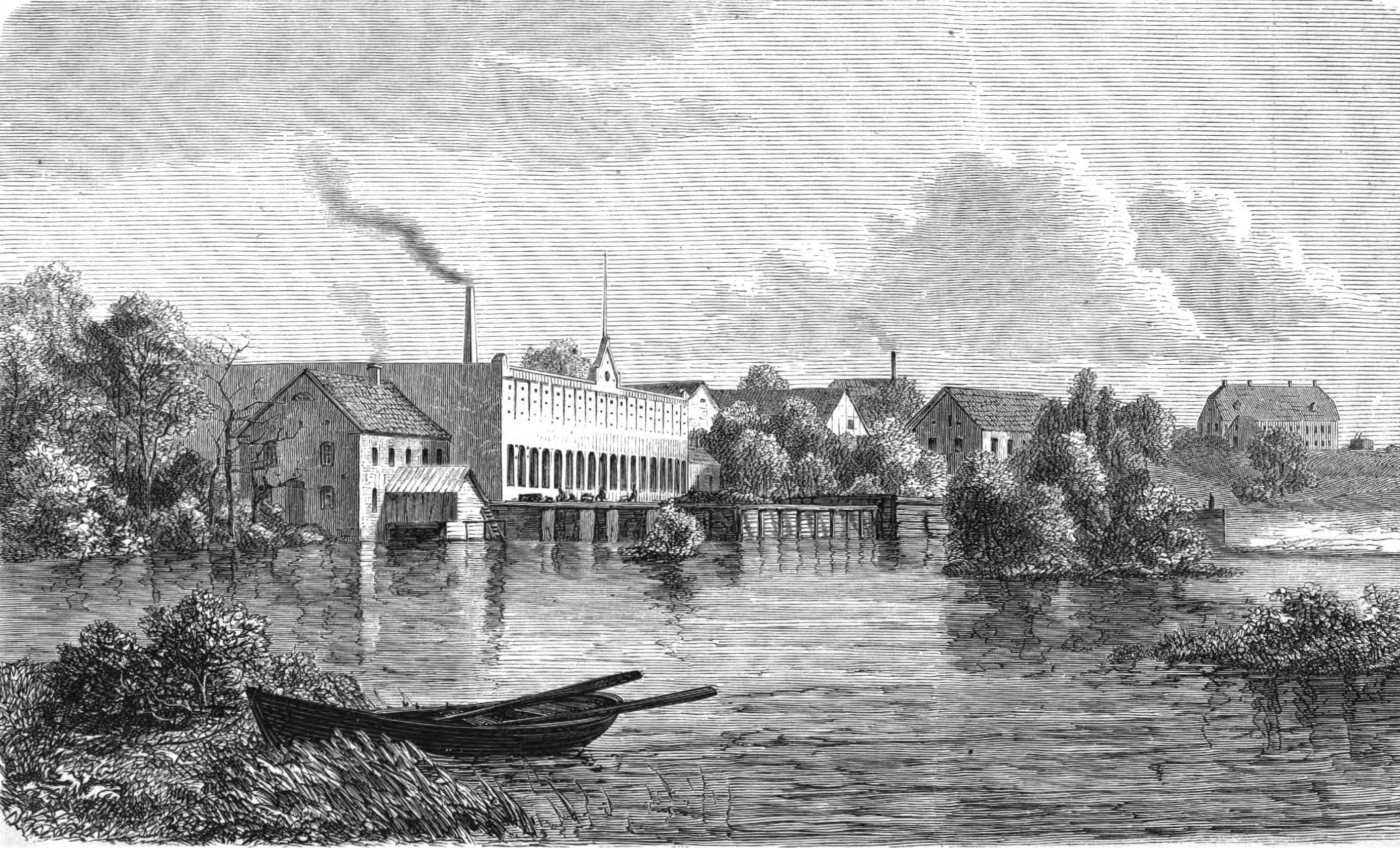
Slottsmöllan omkring 1870.

Isak Reinhold Wallberg, född år 1800, död 9 juni 1852, var en svensk industriman som lade grunden för Wallbergs Fabriks AB i Halmstad.
Han var son till Carl Wahlberg, senare Wallberg, vilken var färgare och var verksam i Uddevalla, Stockholm, Kongsvinger i Norge och i Magdeburg i Tyskland där han avled 1821. I sitt äktenskap med Ulrika Thunberg, vars far också var färgare, fick han tre barn. Isak Reinhold var yngst och blev liksom sin far färgare. Eftersom modern avled tidigt fick Isak Reinhold Wallberg börja arbeta redan som 10-åring och strax därefter tog han sig till fadern i Magdeburg. Där lärde han sig färgeriyrket och blev gesäll. Han återvände till Sverige och Stockholm 1818 där han fick anställning som färgare. 
År 1823 fick han möjlighet att starta färgeri i Halmstad där han erhöll burskap. Kommerserådet A J Hammar på Stjärnarp drev en mindre klädesfabrik och behövde hjälp. Samarbetet blev kortvarigt varför Wallberg i stället övertog E Stenströms klädesfabrik. Denna lilla fabrik med endast ´nio anställda övertogs 17 maj 1826, ett datum som kom att betraktas som Wallbergsföretagens födelsedag. Genom investeringar, tillbyggnader, kontrakt med militären växte produktionen av klädesvaror mycket snabbt.
Wallberg var gift med Christina Wilhelmina, född Signeul. De fick tre söner, Isak Andreas född 1825, Carl Wilhelm född 1827 och Adolf Johan född 1828.